# 2014년 삼성 라이온즈 시즌
2014년 삼성 라이온즈 시즌은 KBO 리그에서 프로 야구단 삼성 라이온즈의 33번째 시즌이다.
류중일 감독이 부임하여 맞이한 4번째 시즌으로서 정규시즌 4년연속 1위를 차지하였고, 포스트시즌에서 플레이오프에서 승리한 넥센 히어로즈와 한국시리즈를 치렀다. 7전 4선승제로 이루어진 한국시리즈는 삼성라이온즈가 넥센 히어로즈에 4승 2패를 기록하여 한국 사상 첫 정규시즌과 한국시리즈를 4연패를 하게 되었다.
4년동안의 삼성왕조가 끝나게 되고 쇠퇴로 이어지는 시즌이기도 하다.

## 타이틀
- 성구회 헌액: 임창용
- 인천 아시안게임 금메달: 류중일(감독), 안지만, 임창용, 차우찬, 김상수
- 2014 WBSC U-21 야구 월드컵 3위: 이수민, 구자욱
- KBO 골든글러브: 박석민 (3루수), 최형우 (외야수), 이승엽 (지명타자)
- 매직글러브: 김상수
- 일구상 프로지도자상: 류중일
- 플레이어스 초이스 어워드 모범선수상: 진갑용
- 조아제약 프로야구대상 최고구원투수상: 안지만
- 조아제약 프로야구대상 최고수비상: 김상수
- 조아제약 프로야구대상 프로감독상: 류중일
- 조아제약 프로야구대상 재기상: 이승엽
- 카스포인트 어워즈 최우수감독상: 류중일
- ADT캡스플레이어 대상: 채태인
- ADT캡스 수비상: 이지영 (포수), 채태인 (1루수), 최형우 (좌익수)
- 한국갤럽 선정 올해를 빛낸 스포츠스타 10위: 이승엽
- 한국갤럽 선정 가장 좋아하는 한국인 야구선수 4위: 이승엽
- 한국갤럽 선정 가장 좋아하는 야구 구단: 삼성 라이온즈
- 텍스톰 선정 한국시리즈 우승 공헌도 1위: 류중일
- 한국시리즈 MVP: 나바로
- 올스타 선발: 임창용 (구원투수), 김상수 (유격수), 박석민 (3루수)
- 올스타전 추천선수: 차우찬, 안지만, 박해민
- 컴투스프로야구 삼성 라이온즈 베스트 라인업: 류중일 (감독), 김성래 (수석코치), 김한수 (타격코치), 김용국 (주&수코치), 김태한 (투수코치), 조진호 (불펜코치)
- 컴투스프로야구2022 타이틀홀더 라인업: 밴덴헐크 (선발투수)
- 컴투스프로야구 10년대 올스타: 나바로 (2루수)
- 컴투스프로야구 내일은 국가대표 라인업: 차우찬 (중계투수)
- 컴투스프로야구 주요 외국인선수 라인업: 나바로 (2루수)
- 컴투스프로야구 가을의 전설 라인업: 류중일 (감독), 김성래 (수석코치), 김한수 (타격코치), 김용국 (주&수코치), 김태한 (투수코치), 조진호 (불펜코치)
- 출장(타자): 김상수 (128)
- 출장(야수): 김상수 (128)
- 선발 출전(야수): 김상수 (127)
- 도루: 김상수 (53)
- 볼넷: 나바로 (96)
- 완봉: 윤성환 (1)
- 탈삼진: 밴덴헐크 (180)
- 평균자책점: 밴덴헐크 (3.18)
- 세이브포인트: 임창용 (36)
- 득점권타율: 나바로 (0.407)
- 결승타: 이승엽 (17)
- BB/K: 나바로 (1.35)
- 이닝 당 출루허용률: 밴덴헐크 (1.11)
- 피안타율: 밴덴헐크 (0.222)
- 수비이닝: 김상수 (1099.2)
- 선발 GSC: 밴덴헐크 (9월 5일 한화전, 92)

### 퓨처스리그
- 퓨처스 올스타: 이수민, 이현동, 정현, 박찬도
- 남부리그 사구: 정현 (12)

## 선수단
- 선발투수: 밴덴헐크, 윤성환, 마틴, 장원삼, 배영수
- 구원투수: 안지만, 김현우, 권혁, 백정현, 박근홍, 이수민, 김건한, 차우찬, 서동환, 임현준, 권오준, 심창민
- 마무리투수: 조현근, 이우선, 노진용, 김기태, 임창용
- 포수: 이지영, 진갑용, 김희석, 이정식, 이흥련
- 1루수: 채태인
- 2루수: 나바로, 강명구, 백상원
- 유격수: 김상수, 김재현
- 3루수: 박석민, 김태완, 정현, 김정혁, 조동찬
- 좌익수: 최형우, 김헌곤, 박찬도, 우동균
- 중견수: 박해민, 이영욱, 이상훈, 정형식
- 우익수: 박한이, 문선엽
- 지명타자: 이승엽

## 선수 변동 사항
- 임창용 선수가 메이저 리그 시카고 컵스와의 결별을 한 후, 삼성 라이온즈로 복귀하였다.
- 시즌이 시작되기 전 야마이코 나바로, J. D. 마틴과 계약을 하고, 지난 2013년시즌부터 활약해온 릭 밴덴헐크와 재계약에 성공하였다.[2]

## 여담
- 노진용은 전반기 9이닝 당 27개의 홈런을 허용하여 2013년 이후 KBO 리그 단일 시즌 전반기 최다 기록을 세웠다.
- 이우선은 전반기 스트라이크 중 헛스윙 스트라이크 비율 50%로 2013년 이후 KBO 리그 단일 시즌 전반기 최고 기록을 세웠다.
- 밴덴헐크는 9월 5일 한화 이글스와의 경기에서 14탈삼진으로 KBO 리그 역대 외국인 투수 1경기 최다 탈삼진 기록을 세웠다.
- 임창용은 이 시즌 31세이브를 기록했음에도 불구하고 WAR -0.47에 그쳐 KBO 리그 역대 단일 시즌 음수 WAR을 기록한 투수 중 최다 세이브를 기록한 선수가 되었다.
- 배영수는 피BABIP 0.370으로 규정이닝을 채운 투수 중 KBO 리그 역대 단일 시즌 최고 기록을 세웠다.
- 마틴은 2118구를 던져 규정 이닝을 채운 투수 중 2013년 이후 KBO 리그 단일 시즌 최소 투구 기록을 세웠다.
- 나바로는 득점권 출루율 0.559로 2013년 이후 KBO 리그에서 단일 시즌 규정 타석을 채운 타자 중 최고 기록을 세웠다.
- 박석민은 타자 주자 땅볼 시 홈 득점 성공률 41.7%로 2013년 이후 규정 타석 충족 타자 중 단일 시즌 최고 기록을 세웠다.
- 나바로는 상대 투수 스트라이크 허용 비율 55.2%로 2013년 이후 규정 타석 충족 타자 중 단일 시즌 최저 기록을 세웠다.
- 최형우는 한국시리즈 5차전에서 끝내기 역전 2루타를 쳤으며, 이는 KBO 리그 사상 최초로 한국시리즈에서 나온 역전 끝내기다.
- 김태완은 포스트시즌에서 타석 당 상대 투수로 하여금 타석 당 10개의 공을 던지게 하여 2013년 이후 KBO 리그 역대 타석 당 최다 투구 상대 기록을 세웠다.
- 권혁은 포스트시즌에서 단 1구만 던져 역대 KBO 리그 단일 포스트시즌 최소 투구 기록을 세웠다.
- 진갑용은 KBO 리그 단일 포스트시즌 사상 40대 타자 최고 타율, 출루율을 기록했다.